# Pestalotiopsis
Genre
Pestalotiopsis  est un genre de champignons ascomycètes de la famille des Amphisphaeriaceae. Les espèces du genre Pestalotiopsis sont connues comme pathogènes des plantes.

## Liste d'espèces
- Pestalotiopsis adusta
- Pestalotiopsis arachidis
- Pestalotiopsis disseminata
- Pestalotiopsis funerea
- Pestalotiopsis guepini
- Pestalotiopsis leprogena
- Pestalotiopsis longiseta
- Pestalotiopsis mangiferae
- Pestalotiopsis microspora
- Pestalotiopsis palmarum
- Pestalotiopsis sydowiana
- Pestalotiopsis theae
- Pestalotiopsis versicolor